# Lagunilla, mi barrio
Lagunilla, mi barrio es una película mexicana de comedia de 1981 dirigida por Raúl Araiza y protagonizada por Manolo Fábregas y Lucha Villa.

## Argumento
Don Abel (Manolo Fábregas) es un empleado ya entrado en años de una tienda de antigüedades, al morir el dueño se entera de que los hijos quieren derrumbar la tienda para convertirla en galeria. Ante esta situación decide mudarse al barrio de La Lagunilla, a donde llega y el primer día entra a comer a la tortería de María "Doña Lancha" (Lucha Villa), mujer también entrada en años y dueña de la Tortería "La Lancha de Oro". Al entrar él a la tortería, Doña Lancha tiene un flechazo instantáneo y como broma le pone demasiado chile a la torta que Don Abel ha pedido. A consecuencia de esto, Don Abel no puede comerla, iniciando con ello una relación al principio de "amor/odio". 
En su camino por La Lagunilla Don Abel entabla una relación de amistad con "El Pistón" (Manuel "Flaco" Ibáñez) quien le ayuda a encontrar un pequeño local y posteriormente un pequeño departamento donde puede vivir y volver a establecer su negocio de antigüedades.
María (Doña Lancha) es madre de Rita (Leticia Perdigón). Ella es el objeto del deseo de "El Tirantes" (Héctor Suárez), un vendedor de ropa en el mercado de La Lagunilla) y es visto por Doña Lancha como un mal partido, pues es pobre y en realidad es un vividor . Ambos son novios, pero él en realidad lo que quiere es acostarse con ella y quedarse con su virginidad como trofeo. Ella no quiere tener sexo con él, a menos que estén casados. 
Mientras tanto, la relación entre Don Abel y Doña Lancha se va haciendo cada vez más cercana. Abel le pide a María (Doña Lancha) que lo acompañe para presentarle a su familia, pero éstos hacen menos a María por su origen humilde. Abel decide cortar relaciones con su familia en favor de María por haber sido groseros con ella. Con esta acción se refuerza la relación entre ellos. De camino a su casa María le confiesa que nunca ha estado casada, que por el contrario estuvo "juntada" con tres hombres incluido el padre de Rita, pensando que Abel la va a despreciar, pero Abel le dice que no le importa y que es mejor así, porque él será el primer y único esposo de María. Luego inician los trámites para su boda civil y religiosa.
El Tirantes finge estar moribundo para poder acostarse con Rita, al tener una enfermedad terminal y le pide que tengan relaciones antes de morir. Ella accede y al terminar, el Tirantes comienza a gritar de felicidad y a decirle que al final la pudo hacer suya. En su indignación y coraje, ella lo persigue por las calles del barrio medio desnudos los dos y lanzándole cuanto objeto encuentra en el camino. 
Posteriormente El Tirantes, necesitado de dinero se presenta con Abel, llevándole unos objetos robados a su tienda de antigüedades, quien sin desconfiar de él se los compra y los exhibe en el aparador. Como se presenta todo golpeado, Abel no desconfía de él y le ayuda pagándole en efectivo.
Cuando Doña Lancha se entera de que su hija está embarazada de El Tirantes, le comenta a Don Abel, quien confronta al Tirantes a pedirle una explicación y que se haga cargo de Rita y de su hijo no nato y lo reta a golpes; desafío que el Tirantes no acepta y se retira avergonzado de sus actos, al ser llamado "poco hombre" por Don Abel, quien le da una lección de lo que debería ser un hombre de verdad.
Luego, un día aparece "Braulio" el examante de María, quien quiere obligarla a que vuelva con él, a pesar de que él la había abandonado junto con su hija hacía muchos años atrás. El Pistón llega para defenderla pero es golpeado por Braulio. El Pistón corre a avisar a Abel quien se presenta para defenderla y pelea con Braulio, quien también lo golpea y amenaza con matarlo. A pesar de que es golpeado en varias ocasiones, Abel no deja de defenderla. Durante la pelea, Abel consigue golpear fuertemente a Braulio, momento que aprovecha María para romperle una silla. Luego, María le pide a Abel que la deje hablar con Braulio. Abel accede y cuando María está hablando con Braulio aparece Rita. Finalmente, María (Doña Lancha) habla con su examante, quien se convence de que no es buena influencia para ellas y accede a dejarlas en paz. 
Días después la policía se aparece por la tienda de antigüedades de Abel preguntando por unos objetos, que resultan ser los que "El Tirantes" le había vendido. Entonces se inicia un careo y ordenándole a Abel que delate al Tirantes. Este se niega y es detenido por la policía. La gente del barrio trata de evitar que la policía detenga a Abel, apareciendo María junto con "el Pistón", quien se enfrenta a la policía y trata de decirles quien fue el culpable del robo, pero Abel se lo prohíbe y finalmente es llevado a la delegación.
El Tirantes es confrontado por Rita y por El Pistón quienes le explican que Abel no lo delató y entonces decide entregarse a la policía. Antes de ser detenido, el Tirantes pide la mano de Rita, diciendo que cuando salga de la cárcel estarán juntos. El Tirantes le dice que si Abel se lo permite, él lo "adopta" como padre a lo que Abel le responde que no será así, que será él quien le permita entrar a su familia siempre y cuando le cumpla a Rita desde la cárcel.
La película termina con una toma de los cuatro vestidos de novios, realizando una boda doble.

## Producción
Lagunilla, mi barrio puede ser considerada como una de las pocas películas mexicanas sobresalientes durante la llamada época del Cine de ficheras, que se caracterizó por películas con muy bajo presupuesto, mostrando situaciones eróticas y desnudos frontales, con muy poco o nulo argumento. Contó con un reparto estelar encabezado por Manolo Fábregas, primer actor del cine y teatro mexicano; Lucha Villa, quien era una de las figuras más sobresalientes de la canción mexicana. El guion se basó en la obra de Fernando Galiana.
La película es una comedia que hace un retrato de un barrio popular de la Ciudad de México, su gente, su problemática social y su lucha cotidiana por la supervivencia. Consigue combinar contenido y entretenimiento de un modo equilibrado.
Son destacables las actuaciones de Héctor Suárez y Lucha Villa, las cuales les valieron premios Ariel. Una película con méritos en una época en la que el cine mexicano luchaba por recuperarse del estado de coma en 
el que había caído.

## Reparto
- Manolo Fábregas como Don Abel Flores
- Lucha Villa como María/Doña Lancha
- Héctor Suárez como «El Tirantes»
- Leticia Perdigón como Rita
- Manuel «Flaco» Ibáñez como «El Pistón»
- Raúl Meraz como Braulio
- Queta Lavat como Blanca
- Jorge Fegán como Andrés
- Mario Cid como Lic. Félix Braniff
- Carmen Molina como Hortensia de Braniff
- Polo Ortin como Invitado a fiesta
- Pepe Arévalo y sus Mulatos como Grupo musical
- Hortensia Clavijo como Vecina
- Octavio Gómez «Famoso» como Cliente Lancha
- José Flores como Empleado